# That Would Be Something
That Would Be Something è una canzone scritta ed interpretata da Paul McCartney, inclusa nel suo album McCartney del 1970; in seguito è stata pubblicata su Unplugged - The Official Bootleg del 1991.

## Il brano
That Wolud Be Something è il secondo brano di McCartney, ed è anche la seconda canzone ad essere registrata, nel dicembre 1969. Venne composta nella fattoria di McCartney in Scozia, così come anche la prima canzone dell'album, The Lovely Linda. Il testo, molto ripetitivo, parla della moglie Linda Eastman, sposata il 12 marzo 1969, che fu l'unica persona, oltre al marito, ad apparire talvolta sull'album in cui è inclusa la canzone; le liriche presentano affinità con il brano Two of Us. Venne registrata nello studio casalingo di Paul a Londra e mixata, agli Abbey Road Studios il 22 febbraio 1970, lo stesso giorno della registrazione di Every Night, della quale venne subito realizzato il mixaggio, e di Maybe I'm Amazed. La prima volta che il brano venne suonato dal vivo fu il 25 gennaio 1991, nel programma MTV Unplugged.
Il brano venne lodato da George Harrison; l'unica altra canzone dell'album da lui apprezzata fu Maybe I'm Amazed: infatti il chitarrista dei Beatles criticò pesantemente il resto dell'album, dicendo che le altre tracce non significassero nulla per lui. Non venne mai pubblicata come singolo. Anche Stephen Thomas Erlewine di AllMusic ha lodato la canzone.

## Formazione
- Paul McCartney: voce, chitarra, basso elettrico, tom-tom, cimbali[1]

## Cover
- I Grateful Dead hanno eseguito per la prima volta dal vivo nel settembre 1991, forse ispirati alla trasmissione Unplugged[1][2]; la loro versione è stata pubblicata sull'album Dick's Picks, Vol. 17[2].